# Phyllonorycter esperella
Phyllonorycter esperella là một loài bướm đêm thuộc họ Gracillariidae. Nó được tìm thấy ở Thuỵ Điển đến Pyrenees, Italia và Hy Lạp và từ Đại Anh đến Ukraina.

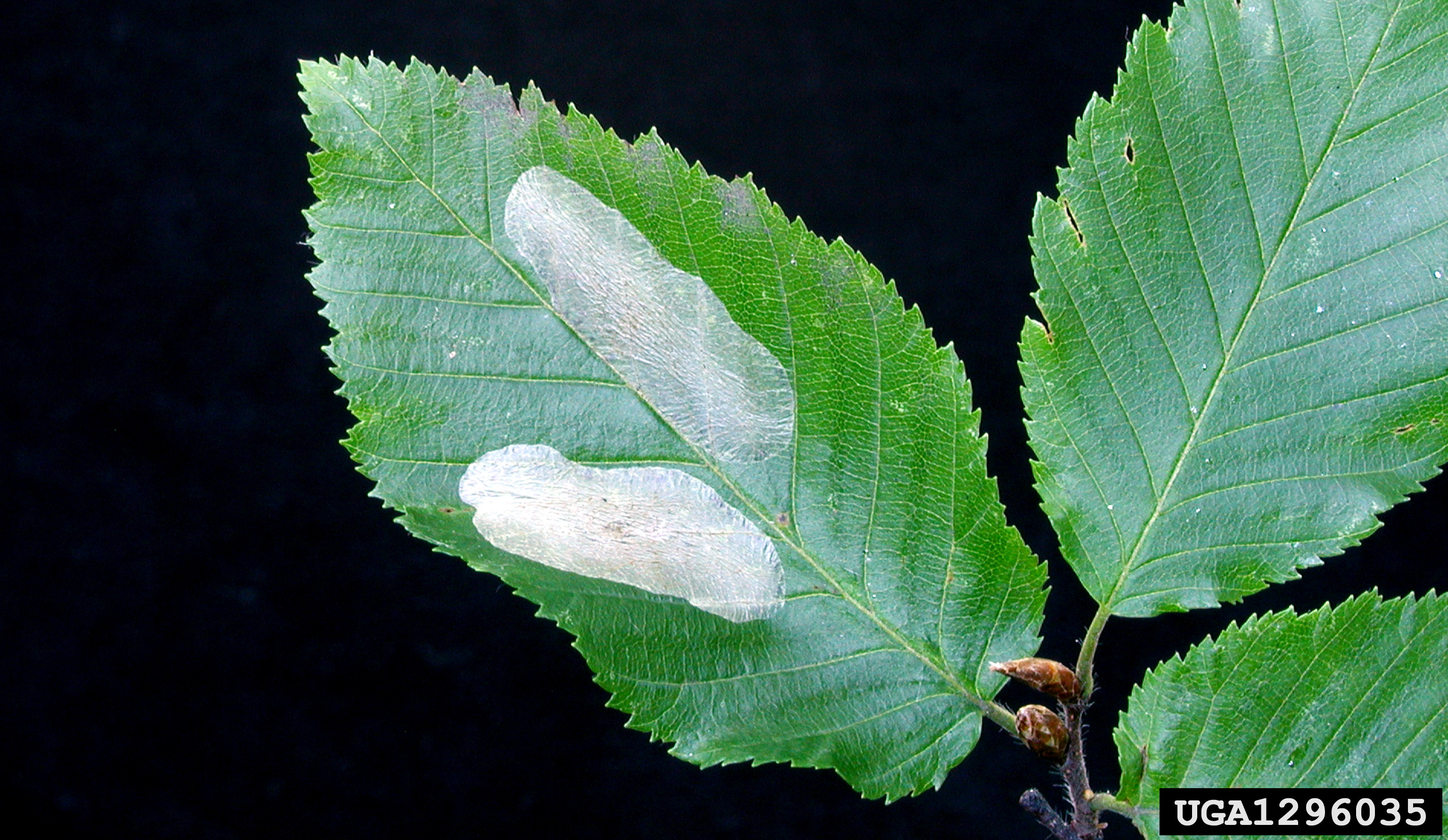
Hư hại

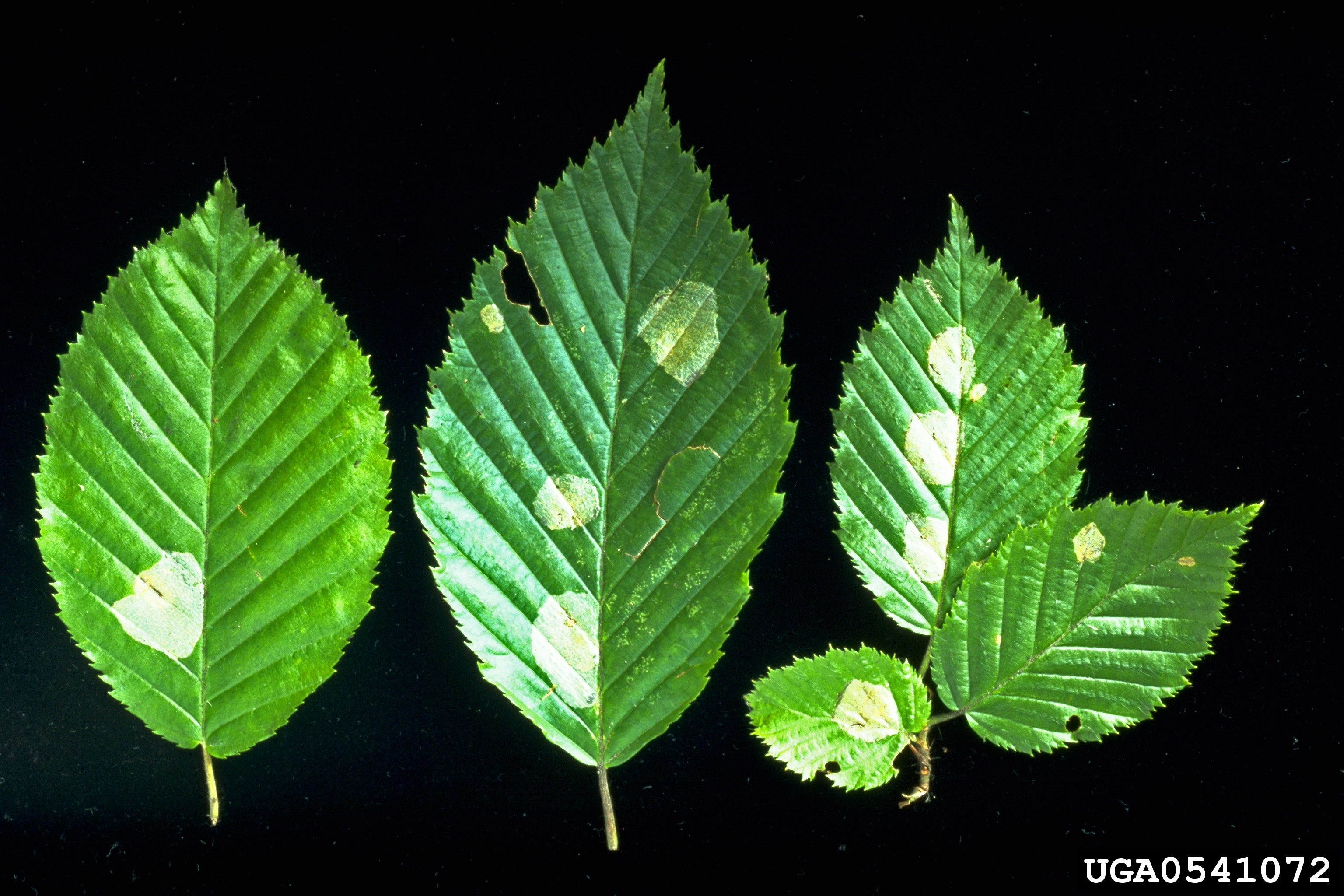
Hư hại

Sải cánh dài 7–9 mm. Con trưởng thành bay vào tháng 5 và tháng 8 làm hai đợt in miền tây châu Âu.
Ấu trùng ăn Carpinus betulus và Ostrya carpinifolia. Chúng ăn lá nơi chúng làm tổ.